# Colimbiné
Colimbiné is een gemeente (commune) in de regio Kayes in Mali. De gemeente telt 12.500 inwoners (2009).
De gemeente bestaat uit de volgende plaatsen:
- Dialané
- Diyabougou
- Gaméra
- Kabaté (hoofdplaats)
- Kanamakounou
- Kouroukoula
- Tacoutala
- Tafacirga
- Wahiguilou